# Asthmador
Asthmador était un traitement sans ordonnance pour le soulagement de l'asthme bronchique, mis au point par la société R. Schiffmann. Composée d'un mélange de belladone, stramonium et de perchlorate de potassium , cette fine poudre est destinée à être brûlée et sa fumée inhalée. Le principal alcaloïde présent dans le mélange était du hyoscyamine, et en ingérant la poudre au lieu de la brûler, elle pouvait être utilisée pour induire des hallucinations.
Avant l'introduction d'inhalateurs de secours au milieu des années 1950, c'était un remède efficace sur le marché pour les crises d'asthme. Asthmador était vendu en paquets comme les cigarettes. Les spasmes s'estompaient quelques minutes après inhalation du mélange par le malade.